# Marta Krásová
Marta Krásová (16. března 1901, Protivín – 20. února 1970, Vráž u Berouna) byla významná česká operní pěvkyně (mezzosoprán/alt) a přední sólistka Opery Národního divadla v Praze.

## Život
Studovala v Praze a ve Vídni; nejprve hru na housle u Otakara Ševčíka a poté zpěv u Burianovy žákyně, altistky Olgy Borové-Valouškové, u sopranistky Růženy Maturové a u známého italského barytonisty Apolla Granforteho. Od roku 1922 působila na scéně Slovenského národního divadla v Bratislavě a v roce 1928 byla angažována Otakarem Ostrčilem jako sólistka opery pražského Národního divadla, kde se zanedlouho stala i významnou talichovskou pěvkyní a kde působila až do roku 1966.
Věnovala se tradičnímu repertoáru (Bedřich Smetana, Antonín Dvořák, George Bizet, Giuseppe Verdi, Richard Strauss, Petr Iljič Čajkovskij), ale prosazovala také moderní skladatele, například Rudolfa Karla. Na československých i zahraničních operních scénách proslula zejména v Janáčkových operách (mj. v roli Kostelničky v Její pastorkyni a jako Kabanicha v Kátě Kabanové).
Hostovala často v zahraničí – již v roce 1938 podnikla turné po USA a Kanadě. V dalších letech vystupovala např. v Německu, Rakousku, Belgii, Francii, Sovětském svazu, Itálii, Španělsku aj.
Několikrát se s úspěchem představila také jako filmová herečka v drobnějších rolích (např. ve filmu P. Hobla Velká neznámá).
Její pěvecký projev charakterizovaly vždy mimořádné hlasové dispozice, vynikající technika a kultivovaný intelekt. Stala se vyhledávanou interpretkou písňové, kantátové a oratorní tvorby a jako jedna z prvních českých zpěvaček se věnovala interpretaci obtížných partů barokní hudby. Se souborem Ars rediviva uvedla v československé premiéře řadu vokálních děl Johanna Sebastiana Bacha. Podílela se na řadě rozhlasových, gramofonových a televizních nahrávek. Byla ženou hudebního skladatele Karla Boleslava Jiráka.

## Smrt

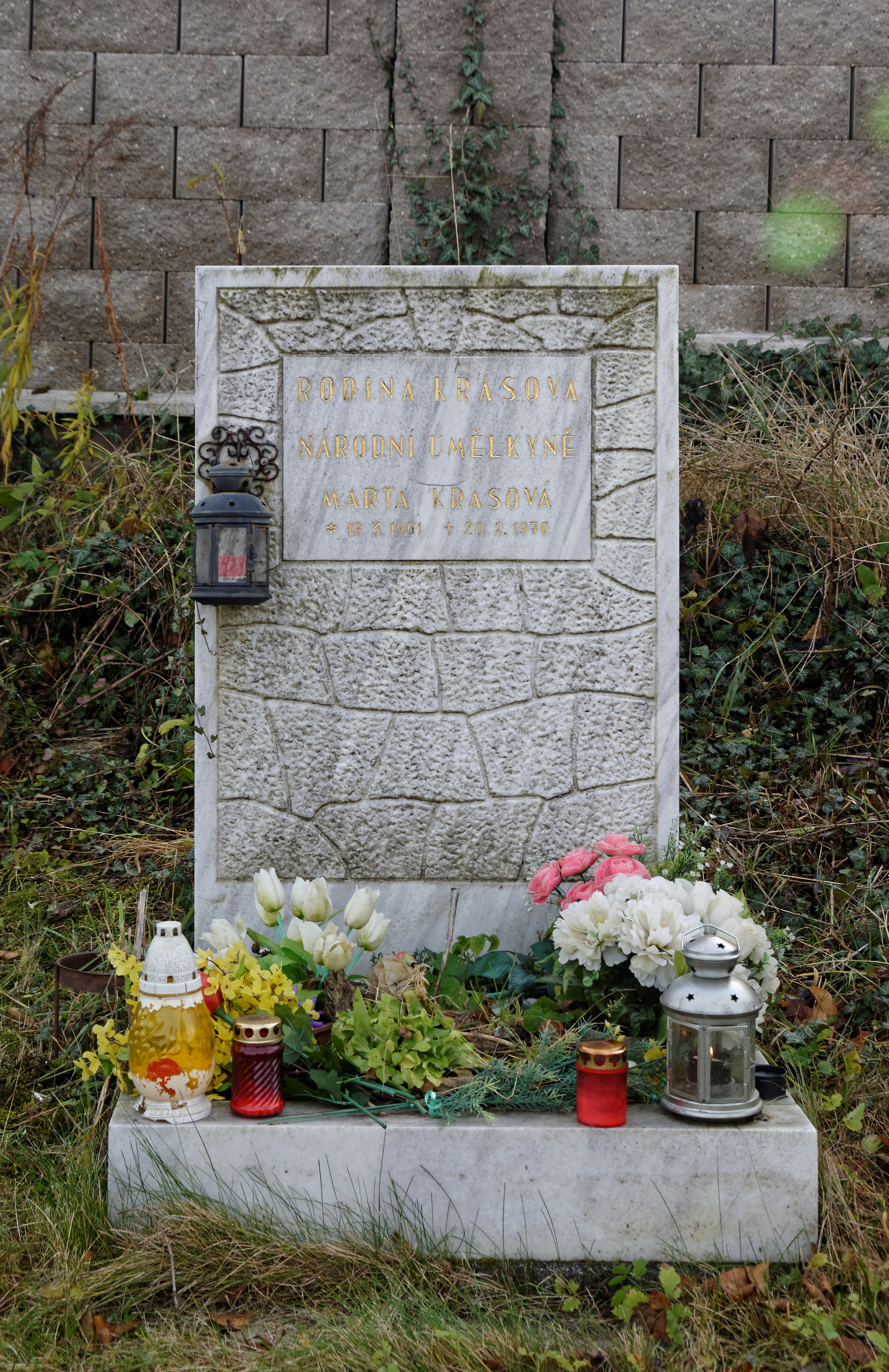
Náhrobek Marty Krásové na hřbitově ve Vráži u Berouna.

Ke konci svého života pobývala se svou matkou na chalupě ve Vráži u Berouna. Zabila se pádem ze schodů 20. února 1970.

## Ocenění
- 1937 laureátka pěvecké soutěže v Salcburku
- 1953 Státní cena
- 1958 titul národní umělkyně
- 1961 Řád práce
- na její počest byly pojmenovány ulice v Praze - Čakovicích, v Ostravě a v Protivíně